# Руис Диас, Рубен
Рубен Руис Диас (исп. Rubén Ruiz Díaz; 11 ноября 1969, Асунсьон, Парагвай) — парагвайский футболист, играл на позиции вратаря.
Выступал, в частности, за клуб «Монтеррей», а также национальную сборную Парагвая.

## Клубная карьера
Во взрослом футболе дебютировал выступлениями за «Рубио Нью», в котором начал играть в 15-летнем возрасте и провёл четыре сезона во втором парагвайском дивизионе. Впоследствии с 1989 по 1992 год играл в Аргентине в составе клубов «Тальерес» и «Сан-Лоренсо».
Своей игрой за последнюю команду привлёк внимание представителей тренерского штаба мексиканского клуба «Монтеррей», к составу которого присоединился в 1992 году. Сыграл за команду из Монтеррея следующие шесть сезонов своей игровой карьеры. Большую часть времени, проведённого в составе «Монтеррея», был основным голкипером команды. В первый сезон игры в этом клубе выиграл Кубок Мексики. В 1993 году стал вице-чемпионом страны и победителем Кубка обладателей кубков КОНКАКАФ.
В 1999 году небольшой промежуток времени поиграл за «Пуэблу», после чего вернулся в Аргентину, где играл за «Эстудиантес» и «Тальерес».
Завершал профессиональную игровую карьеру в Мексике в клубах «Сакатепек» и «Некакса», где играл до 2005 года.

## Выступления за сборную
Не имея в своём активе ни одного матча за сборную, был включён в заявку на Кубок Америки 1989 года в Бразилии, на котором 9 июля 1989 года дебютировал в официальных матчах в составе национальной сборной Парагвая против хозяев турнира (0:2). В итоге занял с командой 4 место на турнире.
Впоследствии принимал участие в Кубке Америки 1991 года в Чили, летних Олимпийских играх 1992 в Барселоне, Кубке Америки 1995 года в Уругвае и Кубке Америки 1997 года в Боливии, а также чемпионате мира 1998 года в Франции, но на большинстве турниров, в том числе и на «мундиале», был лишь дублёром легендарного Хосе Луиса Чилаверта.
В течение карьеры в национальной команде, которая длилась 10 лет, провёл в форме главной команды страны 14 матчей.

## Ссылка
- Профиль на сайте FIFA.com (англ.)
- Профиль на сайте worldfootball.net (англ.)
- Профиль на сайте National Football Teams (англ.)